# Micromus tasmaniae
Micromus tasmaniae is een insect uit de familie van de bruine gaasvliegen (Hemerobiidae), die tot de orde netvleugeligen (Neuroptera) behoort. 
Micromus tasmaniae is voor het eerst wetenschappelijk beschreven door Walker in 1860.